# Eryngium dilatatum
Eryngium dilatatum är en flockblommig växtart som beskrevs av Giovanni Gussone. Eryngium dilatatum ingår i släktet martornar, och familjen flockblommiga växter. Inga underarter finns listade i Catalogue of Life.